# Gunung Mengajah
Gunung Mengajah är ett berg i Indonesien.   Det ligger i provinsen Aceh, i den västra delen av landet, 1 600 km nordväst om huvudstaden Jakarta. Toppen på Gunung Mengajah är 2 031 meter över havet, eller 354 meter över den omgivande terrängen. Bredden vid basen är 5,9 km.
Terrängen runt Gunung Mengajah är bergig åt nordväst, men åt sydost är den kuperad.Runt Gunung Mengajah är det mycket glesbefolkat, med 3 invånare per kvadratkilometer. I omgivningarna runt Gunung Mengajah växer i huvudsak städsegrön lövskog.